# Europastraße 115
Die Europastraße 115 (kurz: E 115) verläuft ausschließlich innerhalb Russlands in Nord-Süd-Richtung von Jaroslawl über Moskau und Rostow am Don nach Noworossijsk am Schwarzen Meer.

## Verlauf

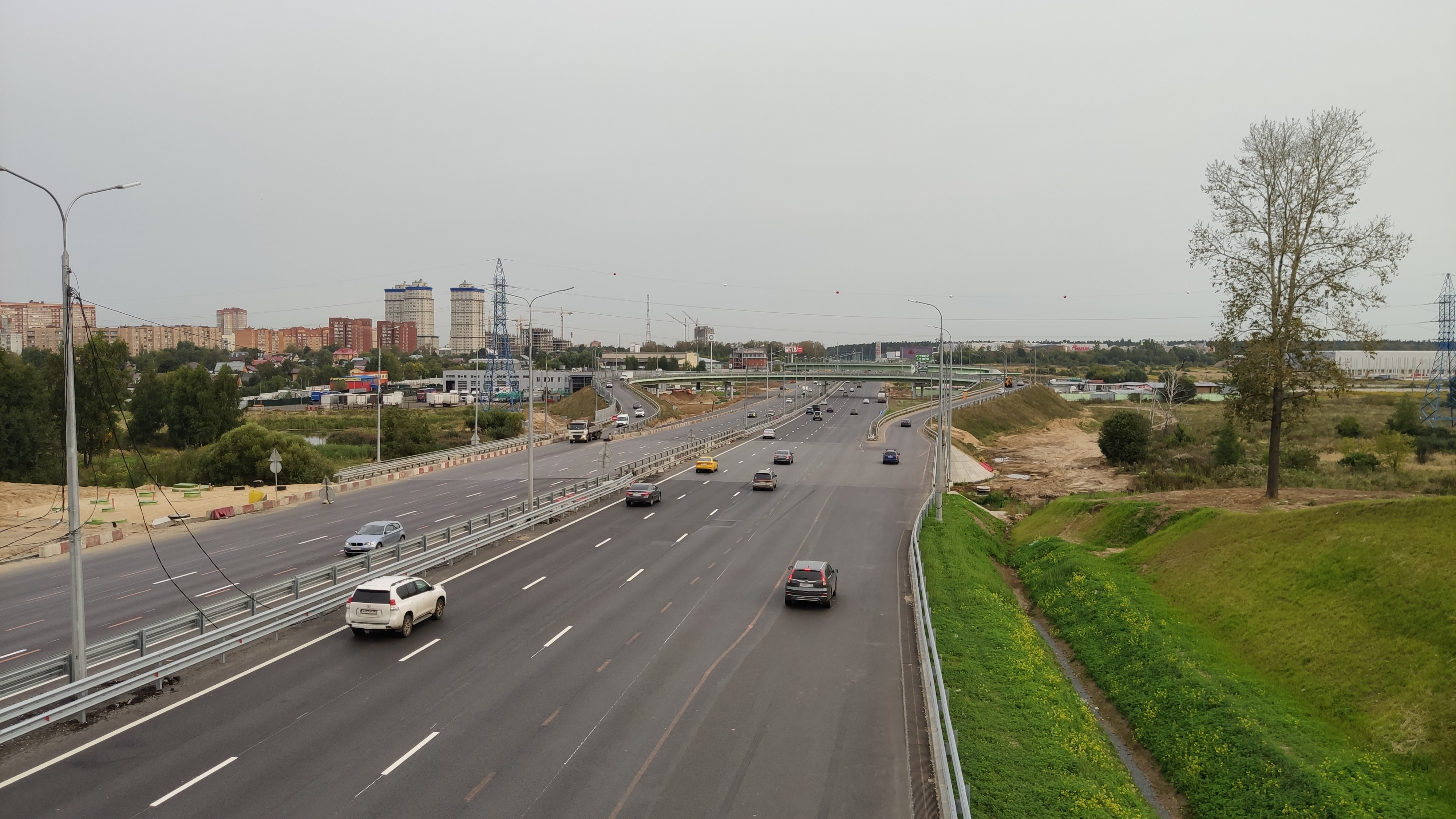
Die E 115/M 8 bei Puschkino

| 0 km    | Jaroslawl, als M 8                              |
| 123 km  | Pereslawl-Salesski                              |
| 265 km  | Moskau, Fortsetzung als M 4                     |
| 381 km  | Kaschira                                        |
| 776 km  | Woronesch                                       |
| 1012 km | Bogutschar                                      |
| 1221 km | Kamensk-Schachtinski                            |
| 1344 km | Rostow am Don                                   |
| 1473 km | Pawlowskaja                                     |
| 1616 km | Krasnodar, Fortsetzung als A146                 |
| 1658 km | Werchnebakanski, Fortsetzung gemeinsam mit E 97 |
| 1778 km | Noworossijsk                                    |